# Bayerisches Naturschutzgesetz
Das Gesetz über den Schutz der Natur, die Pflege der Landschaft und die Erholung in der freien Natur (Bayerisches Naturschutzgesetz - BayNatSchG) ist ein Landesgesetz in Bayern. Es dient dem Naturschutz und der Landschaftspflege und trat am 1. März 2011 in Kraft.

## Entstehungsgeschichte und Inhalt
Mit der Föderalismusreform 2006 wurde im Bereich des Naturschutzes und der Landschaftspflege die bis dahin geltende Rahmengesetzgebung des Bundes abgeschafft. Der Bund erhielt zum 1. September 2009 in Art. 74 Abs. 1 Nr. 29 GG die konkurrierende Gesetzgebungsbefugnis. Die Neufassung des Bundesnaturschutzgesetzes (BNatschG) trat am 1. März 2010 in Kraft und gilt in den Bundesländern unmittelbar.
Das neue BNatSchG löste auch Änderungsbedarf in den Landesnaturschutzgesetzen aus. Das Bayerische Naturschutzgesetz vom 27. Juli 1973 bestand seit dem 1. März 2010 aus geltenden und nicht mehr geltenden Regelungen, ohne dass dies aus dem Gesetz selbst ersichtlich gewesen wäre. Mit dem Bayerischen Naturschutzgesetz vom 23. Februar 2011 nimmt der Freistaat Bayern seine Gesetzgebungszuständigkeit aus Art. 72 Abs. 3 Satz 1 Nr. 2 GG wahr und macht dabei von seiner Abweichungsbefugnis Gebrauch, „soweit dies erforderlich ist, um den bisherigen Status quo aufrechtzuerhalten oder auch Widersprüche mit der Bayerischen Verfassung zu vermeiden.“
Nach Maßgabe der Überleitungsvorschriften in Art. 60 BayNatschG bleiben aufgrund alten Rechts erlassene Verordnungen und Anordnungen über den Schutz von Flächen und einzelnen Bestandteilen der Natur bis zu ihrer ausdrücklichen Aufhebung oder bis zum Ablauf ihrer Geltungsdauer in Kraft.